# Rhododendron heliolepis
Rhododendron heliolepis är en ljungväxtart som beskrevs av Adrien René Franchet. Rhododendron heliolepis ingår i släktet rododendron, och familjen ljungväxter.

## Underarter
Arten delas in i följande underarter:
- R. h. fumidum
- R. h. oporinum

## Bildgalleri

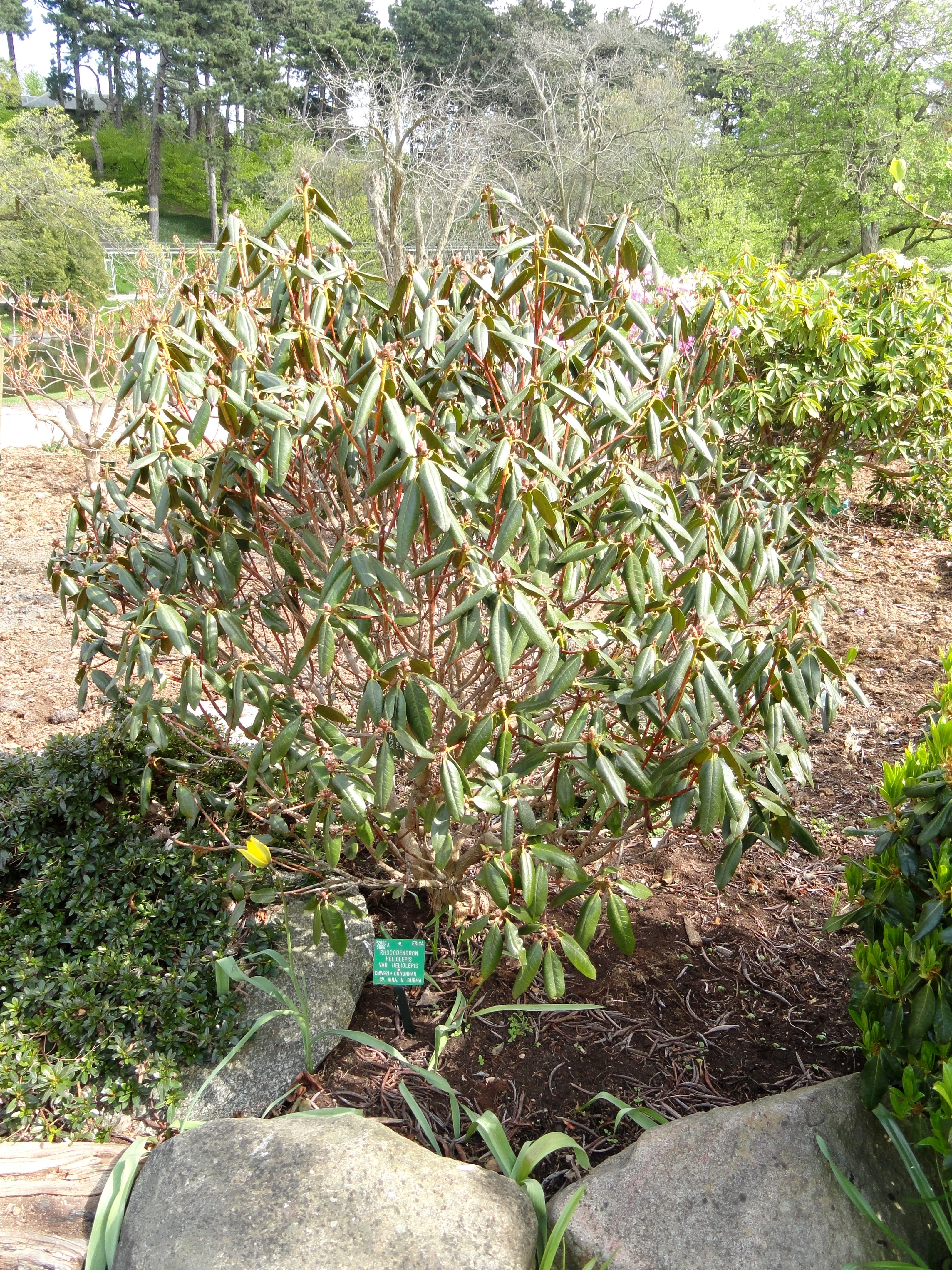
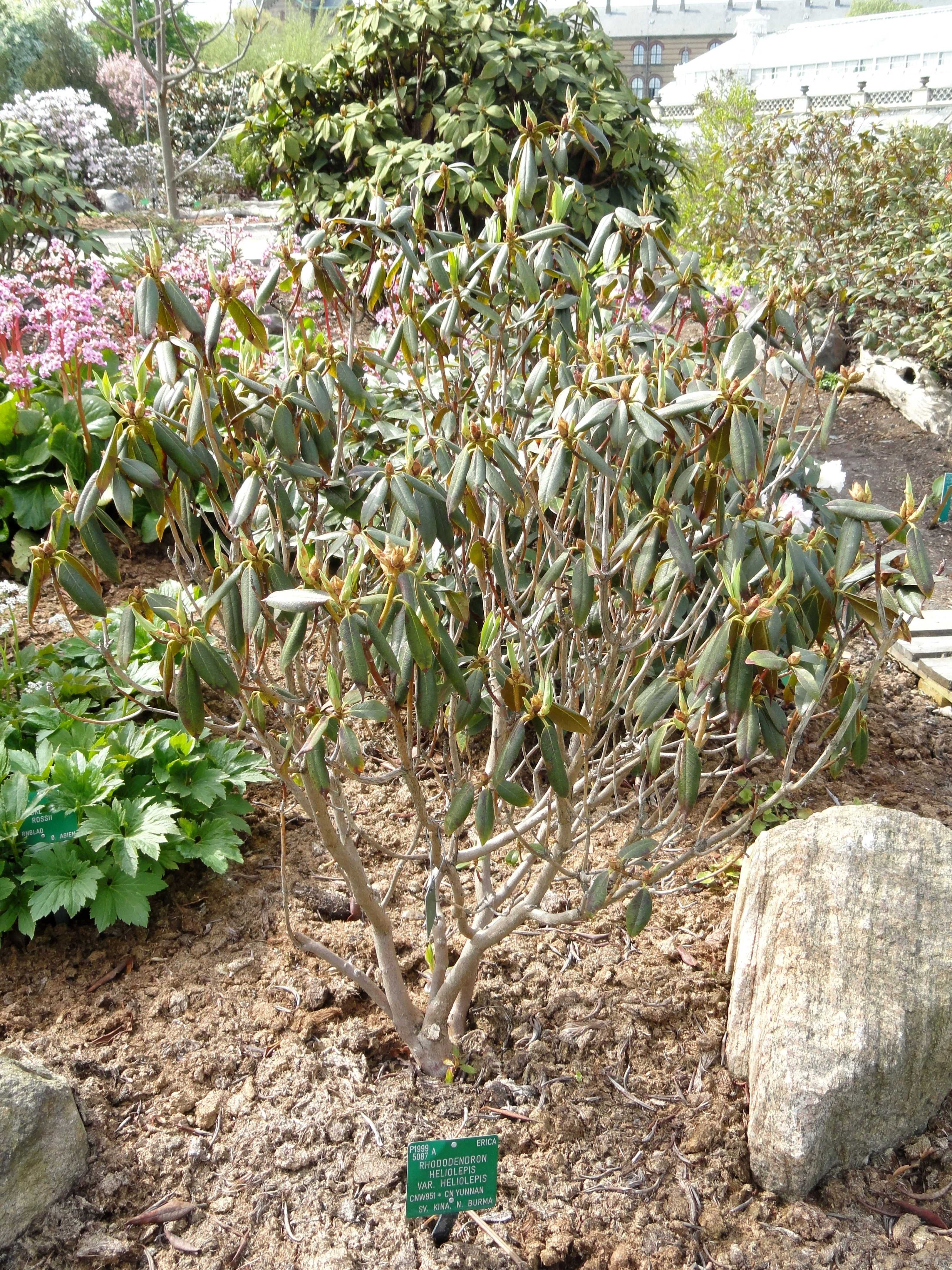